# Elektro Kumbia (álbum)
Elektro Kumbia es el quinto álbum de estudio de A.B. Quintanilla y Los Kumbia All Starz (acreditado como A.B. Quintanilla y Elektro Kumbia) y el noveno álbum de estudio de A.B. Quintanilla. Fue lanzado el 30 de junio de 2017 por DEL Records.

## Lista de canciones
| N.º | Título                                         | Escritor(es) | Duración |  |
| 1.  | «Intro»                                        | A.B. Quintanilla III, Luigi Giraldo, Nick Banda                                                                                | 0:26     |  |
| 2.  | «Piña Colada Shot»                             | Wilfredo Carmelo Martínez Mattos, Calixto Antonio Ochoa Campo, Miguel Bosé Dominguin, Rosa María Girón Ávila, Miguel Matamoros | 3:38     |  |
| 3.  | «Te Extraño, Te Olvido, Te Amo» (con Double A) | Carlos Lara | 3:40     |  |
| 4.  | «Yo Quiero Bailar Contigo»                     | A.B. Quintanilla III, Luigi Giraldo, Nick Banda                                                                                | 3:26     |  |
| 5.  | «La Chica Fresa»                               | José Luis Gomez González | 3:12     |  |
| 6.  | «La Aventura» (con Saga y Sonyc)               | A.B. Quintanilla III, Luigi Giraldo, Nick Banda, Cristhian Mena, Johnatan Villa, Juan Diego Medina                             | 3:49     |  |
| 7.  | «Pasito Tun Tun» (con Claudio Yarto)           | José Carbó Menéndez, Claudio Yarto                                                                                             | 4:00     |  |
| 8.  | «Ella»                                         | A.B. Quintanilla III, Luigi Giraldo, Nick Banda                                                                                | 3:23     |  |
| 9.  | «Duele»                                        | A.B. Quintanilla III, Luigi Giraldo                                                                                            | 3:37     |  |
| 10. | «Tú»                                           | A.B. Quintanilla III, Luigi Giraldo, Nick Banda                                                                                | 3:47     |  |
| 11. | «Por Qué»                                      | A.B. Quintanilla III, Luigi Giraldo, Nick Banda                                                                                | 3:23     |  |
| 12. | «Dicen» (con Baltazar Hinojoza)                | Luigi Giraldo | 3:29     |  |
| 13. | «Dame Tu Amor»                                 | A.B. Quintanilla III, Luigi Giraldo                                                                                            | 3:27     |  |

## Personal
Kumbia All Starz
- A.B. Quintanilla III – guitarra bajo, productor, compositor
- Alfonso Ramírez – voz
- Zuriel Ramírez – voz
- Ramón Vargas – voz
- Nick Banda – teclados
- Ruben Rea – guitarra
- Saúl Cisneros, Jr. – batería
- "El Animal" Noe "Gipper" Nieto, Jr. – acordeón
- Lisenne "Liz" Juárez – congas
- Luigi Giraldo – teclados, productor, compositor, ingeniero de grabación, ingeniero de mezcla

Otros
- Adam Ayan – ingeniero de masterización
- Alfredo Balboa Cruz – ingeniero de grabación
- German Barajas – edición de composiciones
- Bruno Bauche – ingeniero de grabación
- Edgar Caro – diseño gráfico
- Andres Castro – ingeniero de grabación
- Angel Del Villar – productor ejecutivo
- Double A – voz
- Isaias Garcia – ingeniero de grabación
- Erick Hernandez – diseño gráfico
- Baltazar Hinojoza – voz
- Mr. Hydet – producción musical
- Dr. Jekyll – producción musical
- Brian "Red" Moore – ingeniero de grabación
- Bryant Orta – edición de composiciones
- Eddie Ramos – director creativo, diseño gráfico
- Marylu Ramos – coordinación de disco
- Saga – voz
- Maria Ines Sanchez – coordinación de disco
- Sonyc – voz
- Dan Warner – ingeniero de grabación
- Claudio Yarto – voz, ingeniero de grabación
- Victor Zambrano Raygoza – director creativo, diseño gráfico